# Within
Within – druga płyta zespołu Downface z roku 2002.
Na płycie jest 9 utworów.

## Lista utworów
1. Lowmen - 4:20
2. Cold and Overcome - 5:06
3. Purge - 6:27
4. Fallen - 4:17
5. Deeper - 5:42
6. Reflection - 5:01
7. Hold - 4:29
8. Comfort - 5:49
9. Chavez - 4:48